# III. Anasztáz pápa
III. Anasztáz (latinul: Anastasius), (? – 913 júniusa) léphetett a pápai trónra a történelem során a 122.-ként 911 áprilisában. Rövid pontifikátusáról alig maradt fenn értékelhető forrás az utókorra. Reimsi Flodoard krónikája szerint lágyszívű, személyében feddhetetlen volt.

## Élete
Rómában született, édesapját Lucianusnak nevezték. 911 április 14. után került a pápai trónra.
A várost, és tulajdonképpen az egész egyházat Alberich illetve Theodóra, Theophülaktosz szenátor felesége tartotta a kezében. A két befolyásos nemes mellett Anasztáz alig tudott érvényesülni. Aktívan részt vett a német egyházmegyék újraszervezésében. Az a bulla, amelyben megerősítette és kiterjesztette a hamburgi egyházmegye kiváltságait, apokrifnak bizonyult. (Misztikus) Miklós konstantinápolyi pátriárka hozzá fordult VI. Bölcs León bizánci császár negyedik házassága ügyében; a pápa válasza nem maradt fenn. Valamivel több mint két évvel megválasztása után, 913 júniusában meghalt. Testét a Szent Péter-bazilikában helyezték örök nyugalomra.

## Művei
- Documenta Catholica Omnia (latin nyelven). (Hozzáférés: 2011. december 6.)